# St. Martini (Behnsdorf)

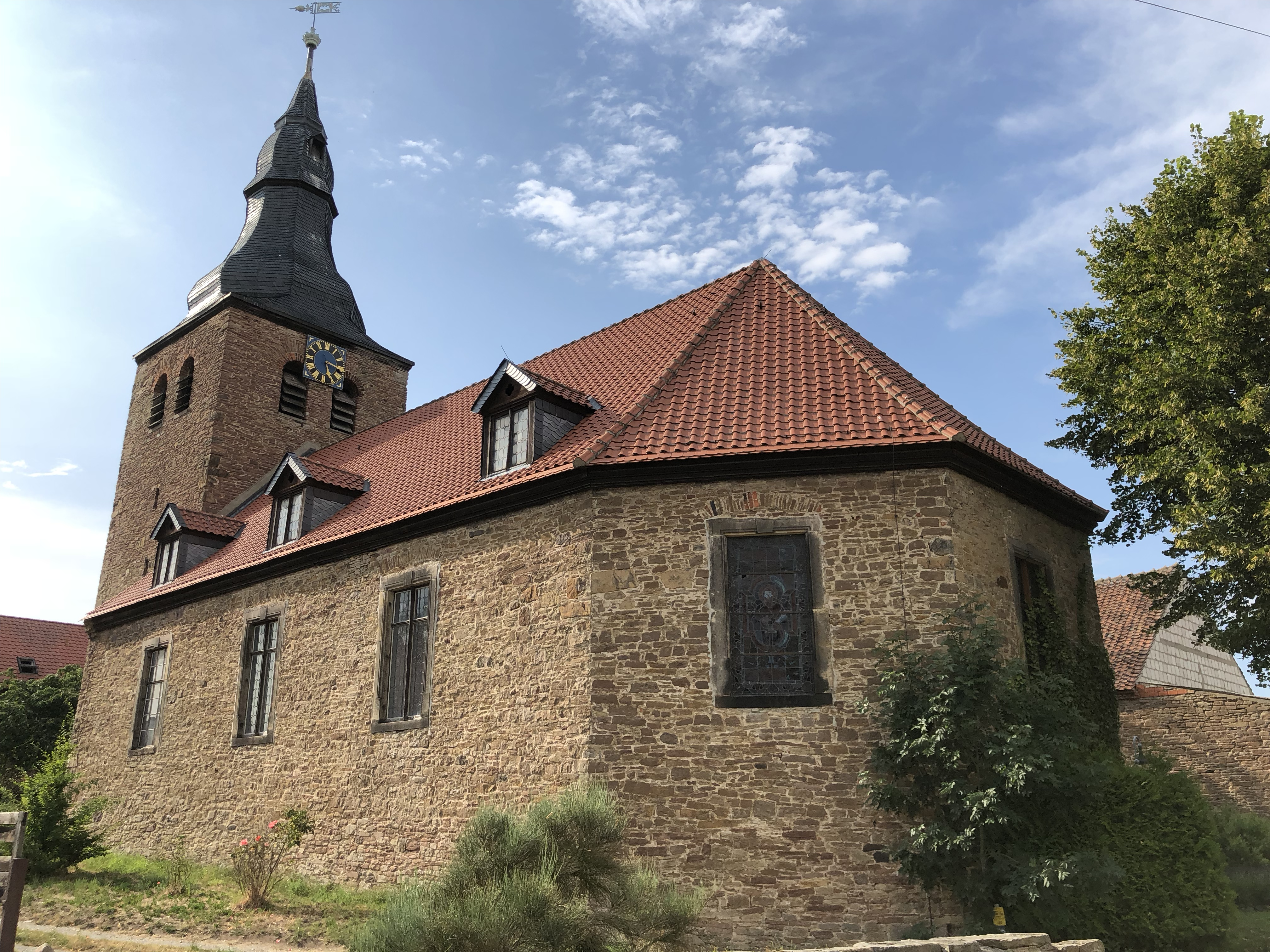
Sankt-Martini-Kirche, 2019

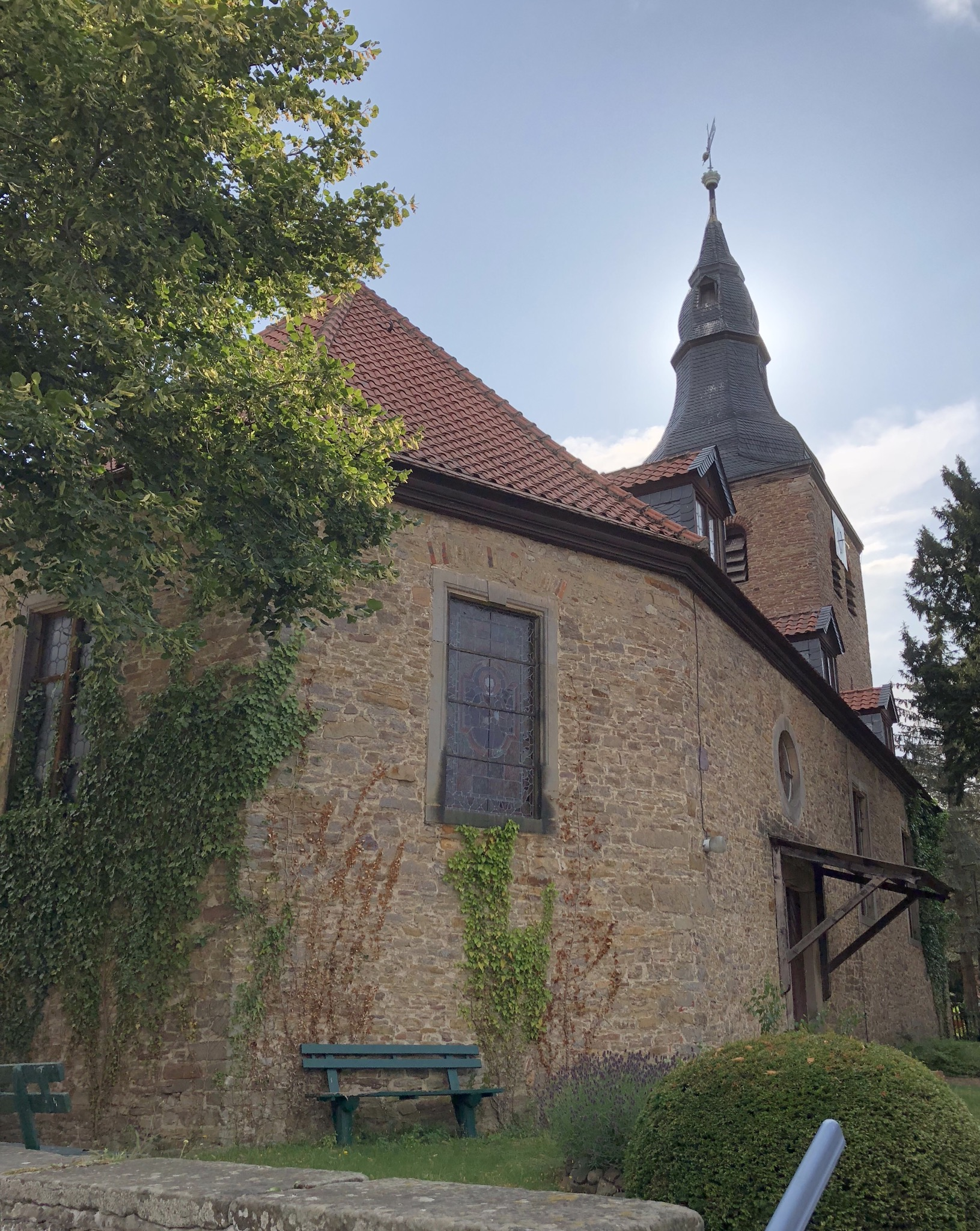
Blick von Nordosten

Die St.-Martini-Kirche, auch Dorfkirche Behnsdorf, ist eine denkmalgeschützte Kirche im zur Gemeinde Flechtingen gehörenden Dorf Behnsdorf in Sachsen-Anhalt.
Sie gehört zum evangelischen Kirchenkreis Haldensleben-Wolmirstedt der Evangelischen Kirche in Mitteldeutschland und befindet sich in der Straße An der Kirche.

## Architektur und Geschichte
Die barocke Saalkirche entstand nach einer Bauinschrift in den Jahren 1743/44. An ihrer Westseite befindet sich ein Kirchturm mit rechteckigem Grundriss. Er wird von einer verschieferten Welschen Haube bekrönt. Auf der Ostseite des Kirchenschiffs besteht ein dreiseitiger Abschluss. Bedeckt wird das Schiff von einem Mansarddach.
Das Kircheninnere wird von einem aus Holz gefertigten Muldengewölbe überspannt. Die Ausstattung ist bauzeitlich. Es besteht ein von seitlichen Durchgängen flankierter Kanzelaltar an den das Chorgestühl anschließt. Der Kanzelkorb ist von kannelierten Säulen umgeben. Der Schalldeckel besteht aus einem von einem Längstonnengewölbe gebildeten Baldachin. Die Kirche verfügt über eine Hufeisenempore, auf der Westseite hat die Empore noch ein zweites Stockwerk, in dem die Orgel untergebracht ist. Die Orgel entstand in der Zeit um 1860/70 durch Adolf Reubke & Sohn aus Hausneindorf.
Der Taufstein entstand 1860 und ist als achteckiger Kelch gestaltet und mit einer Stiftungsinschrift versehen. Es bestehen zwei mit Inschriften versehene Grabsteine des Pastorenehepaares Johann Eberhard Matthies († 1757) und Dorothea Sophia Augusta, geborene Heidelmann († 1754).
Die farbigen Glasfenster zeigen Petrus und Paulus und stammen vom Ende des 19. Jahrhunderts.
Der Kirchhof ist ummauert.
Im örtlichen Denkmalverzeichnis ist die Kirche unter der Erfassungsnummer 094 84179 als Baudenkmal eingetragen.